# Ian Bohen
Ian Bohen (24 de septiembre de 1976) es un actor estadounidense conocido por interpretar a Peter Hale en la serie de MTV, Teen Wolf.

## Vida y carrera
Bohen nació y creció en Carmel, California. Debutó en 1993 en el proyecto AFI Conservatori de Todd Field, Delivering. Seguidamente, fue "Young Earp" en "Wyatt" de Kevin Costner, la película nominada al Óscar en 1994 de Lawrence Kasdan, Wyatt Earp.
En 1997 consiguió el papel de joven Hércules en Hércules: Sus viajes legendarios, donde interpretaba al héroe de joven en sus flashbacks durante la serie. Más tarde, un spin-off del espectáculo generó una película para televisión, donde Ian Bohen protagonizó la producción, apareciendo como Hércules en sus años de formación. Después de eso, no quiso volver a su papel de la serie semanal de televisión ya que no estaba dispuesta a mudarse a Nueva Zelanda a tiempo completo.
Desde 1998 hasta 2001, apareció en 10 episodios de Any Day Now, como Johnny O'Brien. También apareció en la primera temporada de Mad Men como el personaje de Roy Hazelitt, el hombre que se enamoró de una de las muchas mujeres de Don Draper, Midge Daniels. 
Desde 2011 hasta 2017, encarnó al personaje de Peter Hale en la serie de MTV, Teen Wolf, el antagonista principal de la primera temporada. Su personaje fue resucitado hacia el final de la segunda temporada y permanece como personaje recurrente en las temporadas 3 y 4. Finalmente, en la quinta y sexta temporada, se convierte en un personaje principal.
En enero de 2017, Ian Bohen fue elegido para la secuela de la película de 2015, Sicario: Sicario: Day of the Soldado, que tiene programado su estreno para el 29 de junio de 2018.
Durante el verano de 2017 ha participado en la película Little Women (adaptación moderna de la novela homónima de Louisa May Alcott), que también es protagonizada por Lea Thompson, Lucas Grabeel y Sarah Davenport. La película se estrenó en 2018, para coincidir con el 150 aniversario del libro. 
También fue elegido para un papel recurrente en le próximo drama de la serie de Paramount Network, Yellowstone, espectáculo protagonizado por Kevin Costner y donde Bohen retratará a Ryan, un vaquero Wrangler. El estreno de Yellowstone también se establece para 2018.

## Filmografía
| Año  | Película                    | Personaje          | Notas |
| ---- | --------------------------- | ------------------ | ----- |
| 1993 | Delivering                  | Jimmy Wakefield    | Corto |
| 1994 | Wyatt Earp                  | Young Wyatt        |       |
| 1995 | Monster Mash                | Scott              |       |
| 1998 | Young Hercules              | Young Hercules     |       |
| 2001 | Pearl Harbor                | Radar Operator #1  | Cameo |
| 2002 | Hometown Legend             | Brian Schuler      |       |
| 2006 | Special                     | Ted Exiler         |       |
| 2007 | Marigold                    | Barry              |       |
| 2008 | Interpretation              | Dan                | Corto |
| 2010 | Irreversi                   | Adam               |       |
| 2011 | Fanboy                      | Craft Maitre D'    | Corto |
| 2011 | Vile                        | Julian             |       |
| 2012 | The Dark Knight Rises       | Cop with Gordon    | Cameo |
| 2013 | 5 Souls                     | Noah               |       |
| 2017 | Wind River                  | Evan               |       |
| 2018 | Sicario: Day of the Soldado | Carson Wright      |       |
| 2018 | Little Women                | Freddy Bhaer       |       |
| 2023 | Teen Wolf: The Movie        | Peter Hale         |       |
| 2024 | Air Force One Down          | Presidente Edwards |       |

## Series
| Año       | Programa/Serie de TV             | Personaje                      | Notas                                                                                 |
| --------- | -------------------------------- | ------------------------------ | ------------------------------------------------------------------------------------- |
| 1994      | Weird Science                    | Jeremy Scanlon                 | Episodio: "Camp Wannabe"                                                              |
| 1995      | Walker, Texas Ranger             | Keith Reno                     | Episodio: "War Zone"                                                                  |
| 1995      | Dr. Quinn, Medicine Woman        | Cole Younger                   | Episodio: "Baby Outlaws"                                                              |
| 1996      | Boy Meets World                  | Denny                          | Episodio: "Life Lessons"                                                              |
| 1996      | Picket Fences                    | Russell 'Doze' Feuer           | Episodio: "Liver Let Die"                                                             |
| 1996      | Her Last Chance                  | Matt Arnold                    | Película de televisión                                                                |
| 1996      | If These Walls Could Talk        | Scott Barrows                  | Película de televisión                                                                |
| 1996      | Townies                          | Jeremy                         | Episodio: "It's Go Time"                                                              |
| 1997      | Baywatch Nights                  | Teen                           | Episodio: "Zargtha"                                                                   |
| 1997–98   | Hercules: The Legendary Journeys | Young Hercules                 | Rol recurrente: 4 episodios.                                                          |
| 1998      | Beyond Belief: Fact or Fiction   | Son                            | Rol invitado: 2 episodios                                                             |
| 1998      | Dawson's Creek                   | Anderson Crawford              | Episodio: "Kiss"                                                                      |
| 1998      | To Have & to Hold                | Reed Sanderson                 | Episodio: "Driveway to Heaven"                                                        |
| 1998–2001 | Any Day Now                      | Johnny O'Brien                 | Rol recurrente: 15 episodios                                                          |
| 2004      | JAG                              | P.O Thurmond                   | Episodio: "Trojan Horse"                                                              |
| 2004      | Cold Case                        | Nelson Miller 1943             | Episodio: "Factory Girls"                                                             |
| 2004      | Joan of Arcadia                  | Peter                          | Episodio: "Wealth of Nations"                                                         |
| 2007      | Mad Men                          | Roy Hazelitt                   | Episodio: "The Hobo Code" & "Babylon"                                                 |
| 2009      | Prison Break                     | Darrin Hooks                   | Episodio: "Cowboys and Indians"                                                       |
| 2010      | CSI: Miami                       | Doug                           | Episodio: "Manhunt"                                                                   |
| 2011      | Drop Dead Diva                   | Handsome Man                   | Episodio: "Hit and Run"                                                               |
| 2011      | Body of Proof                    | Mitch Barnes                   | Episodio: "Gross Anatomy"                                                             |
| 2011–2017 | Teen Wolf                        | Peter Hale                     | Rol recurrente durante las temporadas 1-3 Elenco principal durante la temporada 4 y 6 |
| 2012      | Breakout Kings                   | Pete Gillies                   | Rol recurrente: 7 episodios                                                           |
| 2012      | The Mentalist                    | Richard Eldridge               | Episodio: "War Of The Roses"                                                          |
| 2012      | Major Crimes                     | Daniel Dunn                    | Rol recurrente: 4 episodios                                                           |
| 2013      | CSI: Crime Scene Investigation   | Thomas Pope / Johnathan Harris | Episodio: "Ghosts of the Past"                                                        |
| 2013      | The Client List                  | Adam                           | Episodio: "When I Say I Do"                                                           |
| 2014      | Beauty & the Beast               | Pete Franco                    | Episodio: "Ancestors"                                                                 |
| 2014      | Chicago P.D.                     | Sergeant Edwin Stillwell       | Rol recurrente: 8 episodios                                                           |
| 2018      | Yellowstone                      | Ryan                           | Rol recurrente: preproducción                                                         |
| 2022      | Superman & Lois                  | Mitch Anderson                 | Rol recurrente                                                                        |

## Videos Musicales
| Año  | Grupo               | Canción            | Personaje |
| ---- | ------------------- | ------------------ | --------- |
| 2016 | The Black Eyed Peas | Where is the love? | El Mismo  |
| 2018 | Shannon K           | Give Me Your Hand  | El mismo  |

## Director
| Año  | Título       | Notas                                |
| ---- | ------------ | ------------------------------------ |
| 2011 | Morning Love | Corto; Director fotográfico y editor |
| 2016 | The Tow      | Corto; También fue el escritor       |